# Liesbet Vindevoghel
Liesbet Vindevoghel (ur. 29 grudnia 1979) – belgijska siatkarka grająca na pozycji przyjmującej; reprezentantka Belgii.
W reprezentacji kraju zadebiutowała w 2001 roku. W sezonie 2011/2012 była zawodniczką BKS Aluprof Bielsko-Biała.

## Sukcesy klubowe
Mistrzostwo Belgii:
- 2000, 2001
- 1999, 2002, 2003

Superpuchar Belgii:
- 2000, 2002

Puchar Belgii:
- 2001, 2002

Puchar Top Teams:
- 2001

Mistrzostwo Japonii:
- 2011

Superpuchar Włoch:
- 2013

Puchar Włoch
- 2014

Mistrzostwo Włoch:
- 2014

Mistrzostwo Francji:
- 2016

Superpuchar Francji:
- 2016